# Бергамин, Хосе
Хосе́ Бергами́н (исп. José Bergamín, 30 декабря 1895, Мадрид — 28 августа 1983, Фуэнтеррабиа, Страна Басков) — испанский поэт, прозаик, драматург, политический публицист, мыслитель-эссеист, писал на испанском и баскском языках. Принадлежал к «поколению 1927 года», влиятельнейшая фигура общественной и культурной жизни Испании 1930—1970-х годов.

## Биография и творчество
Дебютировал в 1921 г. на страницах литературного журнала Хуана Рамона Хименеса «Índice», Хименес же издал в 1923 г. первую книгу Хосе Бергамина, сборник афоризмов «Ракета и звезда». Хосе Бергамин выпустил книги эссе и афоризмов «Искусство чародейства. К пониманию боя быков» (1930), «Присутствие духа» (1936), сборник стихов «Несвоевременные сонеты» (1939). Католический мыслитель последовательно республиканских взглядов, близкий по направлению к Жаку Маритену во Франции, Марии Самбрано в Испании, издавал авторитетный журнал «Крус и Райя» (1933—1936). Дружил с М.Унамуно, М. де Фальей, Л. Бунюэлем (Бунюэль снял по пьесе Бергамина фильм «Ангел-истребитель», 1962). Возглавлял Антифашистский союз интеллектуалов, был назначен атташе по культуре республиканского правительства во Франции, принимал участие во II Международном конгрессе писателей в защиту культуры (Валенсия, 1937), где подружился с Октавио Пасом.
После поражения Республики (1939) жил в Мексике, руководил издательством «Сенека», публиковал книги Мачадо, Федерико Гарсиа Лорки, Луиса Сернуды, Рафаэля Альберти, Сесара Вальехо и др. В эмиграции написал несколько философских драм («Мелузина, или Зеркало», 1952; «Чародейка Медея», 1954). В 1959 вернулся на родину, встал в открытую оппозицию власти, преследовался франкистами, был вынужден снова эмигрировать (Уругвай, Франция). Окончательно вернулся в 1970-м, но и тогда занял резко критическую позицию по отношению к официальной идеологии «перехода». К этому периоду относятся книги эссе «Инфернальные границы поэзии» (1959), «Закат неграмотности» (1961), «Раскаленный гвоздь» (1974), сборник лирики «Стихи и сонеты, отставшие по дороге» (1962), «Одинокая ясность» (1973). Последние годы прожил в Стране Басков.
В 1928 и в 1937 году посетил СССР.

## Публикации

### Сводные издания
- Al fin y al cabo (prosas). — Madrid: Alianza, 1981.
- Poesías casi completas. / Prol. de María Zambrano. — Madrid: Alianza, 1984.
- Prólogos epilogales. / Ed. de Nigel Dennis. — Valencia: Pre-Textos, 1985.
- El pensamiento de un esqueleto: antología periodística en 3 vol./ Selección y comentarios de Gonzalo Peñalva Candela. — Torremolinos: Litoral, 1984.
- José Bergamín, Miguel de Unamuno. El epistolario (1923—1935)/ Ed. de Nigel Dennis. — Valencia: Pre-Textos, 1993 (переписка с Унамуно).
- José Bergamín, Manuel de Falla. El epistolario (1924—1935)/ Ed. de Nigel Dennis. — Valencia: Pre-Textos, 1995 (переписка с Фальей).
- Escritos en Euskal Herria. / Ed. de Javier Sánchez Erauskin. — Tafalla: Txalaparta, 1995. (баск.)
- Antología poética. / Edición, introducción y notas de Diego Martínez Torrón. — Madrid: Castalia, 1997.
- Las ideas liebres: aforística y epigramática, 1935—1981. / Ed. de Nigel Dennis. — Barcelona: Destino, 1998.

### На русском языке
- Мы защищаем культуру// Интернациональная литература, 1937, № 7.

### О нём
- Dennis N. El aposento en el aire: introducción a la poesía de José Bergamín. — Valencia : Pre-Textos, 1983.
- Peñalva Candela G. Tras las huellas de un fantasma: aproximación a la vida y obra de José Bergamín. — Madrid: Turner, 1985.
- Dennis N. Perfume and poison: a study of the relationship between José Bergamín and Juan Ramón Jiménez. — Kassel: Reichenberger, 1985.
- Dennis N. José Bergamín, a critical introduction, 1920—1936. — Toronto; Buffalo: University of Toronto Press, 1986.
- Rosa G. M. José Bergamín in Uruguay: una docenza eterodossa. — Salerno: Edisud, 1990.
- En torno a la poesía de José Bergamín. / Ed. de Nigel Dennis. — Lleida: Universitat, 1995.
- González Casanova J. A. Bergamín a vista de pájaro. — Madrid: Turner, 1995.
- Wing H. The Dialectics of Faith in the Poetry of José Bergamín. — Leeds: W. S. Maney for the Modern Humanities Research Association, 1995.
- Santonja G. Al otro lado del mar, Bergamín y la Editorial Séneca (México, 1939—1949). — Barcelona: Galaxia Gutenberg, 1997.
- Homenaje a José Bergamín. / Ed. de Gonzalo Peñalva Candela. — Madrid: Comunidad, Consejería de Educación y Cultura, 1997.
- Sanz Barajas J. José Bergamín : la paradoja en revolución (1921—1943). — Madrid: Libertarias-Prodhufi, 1998.
- Кельин Ф. Хосе Бергамин. // Интернациональная литература, 1942, № 3—5.
- Февральский А. Пьесы испанских республиканцев. // Театр, 1945, № 3—4.
- Кольцов М. Испания в огне. — Т. 1—2. — М.: Политиздат, 1987.
- Бунюэль Л. Мой последний вздох. // Бунюэль о Бунюэле. — М.: Радуга, 1989.